# Szinyei Viktor
Szinyei Viktor (Pásztó, 1983. február 10. –) magyar grafikus és festőművész

## Életútja
Tanulmányait 1997 és 2001 között a Képző- és Iparművészeti Szakközépiskola alkalmazott grafika szakán folytatta. 2007-ben szerzett diplomát a Magyar Képzőművészeti Egyetem képgrafika szakán.
2009 óta Magyar Tudományos Akadémia Régészeti Intézetének grafikus munkatársa.

## Díjak, elismerések
- 2000 „A jövő grafikusaiért” - Bauer+Bauer Hungária Kft. ösztöndíja
- 2006 Gara Arnold Könyvillusztrációs pályázat 2. díj
- 2009 Kajári Gyula Emlékalapítvány ösztöndíja

## Kiállításai
- 2000, 2001 Agora nemzetközi művészeti fesztivál, Bécs

## Tagságai
- 2008 Magyar Grafikusművészek Szövetsége
- 2008 Magyar Alkotóművészek Országos Egyesülete